# Geranium matucanense
Geranium matucanense är en näveväxtart som beskrevs av Reinhard Gustav Paul Knuth. Geranium matucanense ingår i släktet nävor, och familjen näveväxter. Inga underarter finns listade i Catalogue of Life.